# Kroatiens U19-herrlandslag i handboll
Kroatiens U19-herrlandslag i handboll representerar Kroatien i handboll vid U18-EM och U19-VM på herrsidan.